# Different Parties
Different Parties este cel de-al patrulea album al formației românești de rock alternativ Kumm. A fost înregistrat în martie-aprilie 2006, fiind lansat în mod oficial pe 2 iunie, același an. Este primul album pe care apare vocea lui Cătălin Mocan, care însoțise trupa în noiembrie 2005, la câteva luni după plecarea lui Dan Byron, și avea să fie considerat drept cel mai îndrăzneț album Kumm din punct de vedere muzical de până atunci.
Chitaristul formației, Oigăn, îl descria în 2006 drept cel mai bine închegat album al formației, cu o atmosferă introvertită și cu o tematică referitoare la relațiile umane, nu neapărat povești de dragoste. „Este cel mai cald, sincer, și totodată ascuns album. Structura de bază este simplă, dar apar unele subtilități la nivel de aranjamente ritmico-armonice, la care am recurs nu pentru a sări neapărat în ochi ci pentru că așa am văzut noi lucrurile. E un întreg care curge, în care se întâmplă foarte multe chestii lucrate în detaliu. Am folosit câteodată niște sonorități sofisticate, însă mergem foarte mult pe atmosferă. Mesajul este de fapt direct și unitar.”

## Lista melodiilor
1. „Evil Eye” - 5:51
2. „One Life Left” - 6:27
3. „Hi Fi Poetry” - 5:30
4. „Different Parties” - 6:20
5. „Rest in Pieces” - 3:57
6. „Safe” - 6:61
7. „Cell Fish” - 6:32
8. „Last of Your Kind” - 4:10
9. „Blue Screens and X-Rays” - 1:26
10. „Hand in a Mirror” - 5:32
11. „Just to Tell” - 5:50
12. „One for Each Day” - 6:39

## Membri[3]

### Formația
- Cătălin Mocan – voce
- Eugen „Oigăn” Nuțescu – chitară, voce
- Mihai Iordache – saxofon
- Kovács András – clape
- Uțu Pascu – bas
- Csergö Dominic – tobe, percuție

### Invitați
- Meda – voce („Evil Eye”, „Different Parties”)
- Vasile Șulț – vioară („One Life Left”, „Hi Fi Poetry”, „Different Parties”, „Cell Fish”, „Hand in a Mirror”)
- Raul Chiș – vioară („One Life Left”, „Hi Fi Poetry”, „Different Parties”, „Cell Fish”, „Hand in a Mirror”)
- Ioana Luca – violă („One Life Left”, „Hi Fi Poetry”, „Different Parties”, „Cell Fish”, „Hand in a Mirror”)
- Mihai Barbul – violoncel („One Life Left”, „Hi Fi Poetry”, „Different Parties”, „Cell Fish”, „Hand in a Mirror”)
- Zágoni Elöd – violoncel („One Life Left”, „Hi Fi Poetry”, „Different Parties”, „Cell Fish”, „Hand in a Mirror”)
- Haáz Bence – oboi („Hi Fi Poetry”, „Safe”, „Hand in a Mirror”)
- Szabo Adorján – oboi („Hi Fi Poetry”, „Safe”, „Hand in a Mirror”)
- Deák Sándor – clarinet („Hi Fi Poetry”, „Safe”, „Hand in a Mirror”)
- Háry Noemi – corn englez („Safe”)
- Máthe Dávid – fagot („Safe”, „Hand in a Mirror”)
- Sorin Romanescu – chitară („Blue Screens and X-Rays”, „One for Each Day”)